# Coleophora inconstans
Coleophora inconstans is een vlinder uit de familie kokermotten (Coleophoridae). De wetenschappelijke naam is voor het eerst geldig gepubliceerd in 1975 door Reznik.
De soort komt voor in Europa.